# Stéphane Kelly
Pour les articles homonymes, voir Kelly.
Stéphane Kelly est un sociologue, professeur et auteur canadien (québécois). Enseignant au collégial au Cégep de Saint-Jérôme et chargé de cours à l'Université de Montréal, il a notamment publié À l'ombre du mur ; Trajectoires et destin de la génération X en mars 2011,.
En 1997, les Éditions Boréal publient sa thèse de doctorat La Petite Loterie,.
Stéphane Kelly a été membre du comité de rédaction de la revue Possibles quelques années.